# 그리스의 왕위 계승 순위
그리스의 현재 국왕은 존재하지 않으며, 왕위 계승 순위 1위는 글뤽스부르크 왕조의 그리스 왕세자 파블로스이다.
남녀 모두가 상속권을 가지지만, 남자가 여자보다 우선권을 가지는 '아들 우선 상속법'을 따른다.
1973년, 국민 투표에 따라 왕정이 폐지 되었으나 명목상 콘스탄티노스 2세가 마지막 국왕으로 2023년까지 재위했다.

## 왕위 계승 순위
- 파블로스
  -  콘스탄티노스 2세
    - (1) 그리스 왕세자 파블로스 (1967년)
      - (2) 그리스와 덴마크의 왕자 콘스탄틴알렉시우스 (1998년)
      - (3) 그리스와 덴마크의 왕자 아칠레아스안드레아스 (2000년)
      - (4) 그리스와 덴마크의 왕자 오디세아스키몬 (2004년)
      - (5) 그리스와 덴마크의 왕자 아리스티디스스타보로스 (2008년)
      - (6) 그리스와 덴마크의 공주 마리아올림피아 (1996년)

    - (7) 그리스와 덴마크의 왕자 니콜라오스 (1969년)
    - (8) 그리스와 덴마크의 왕자 필리포스 (1986년)
    - (9) 그리스와 덴마크의 공주 테오도라 (1983년)

  - (10) 그리스와 덴마크의 공주 이리니 (1942년)